# Kelurahan Sepanjangjaya
Kelurahan Sepanjangjaya är en administrativ by i Indonesien.   Den ligger i provinsen Jawa Barat, i den västra delen av landet, 18 km öster om huvudstaden Jakarta. Kelurahan Sepanjangjaya ligger vid sjön Rawa Baru.